# Neuvy-en-Mauges
Neuvy-en-Mauges – miejscowość i dawna gmina we Francji, w regionie Kraj Loary, w departamencie Maine i Loara. W 2008 roku liczba ludności wynosiła 819 mieszkańców. 
W dniu 15 grudnia 2015 roku z połączenia 12 ówczesnych gmin – Chanzeaux, La Chapelle-Rousselin, Chemillé-Melay, Cossé-d’Anjou, La Jumellière, Neuvy-en-Mauges, Sainte-Christine, Saint-Georges-des-Gardes, Saint-Lézin, La Salle-de-Vihiers, La Tourlandry oraz Valanjou – utworzono nową gminę Chemillé-en-Anjou. Siedzibą gminy została miejscowość Chemillé. 